# 세라 니클린
세라 니클린(영어: Sarah Nicklin)은 미국의 배우이다.

## 영화
- 추파카브라: 죽음의 습격 (2016년) - 엠버 역
- 섹스킬 (2014년) - 델리아 역
- 미싱 윌리엄 (2014년)
- 더 위칭 아워 (2013년)
- 폴리 포르 (2013년)
- 코스트 오브 더 리빙: 어 좀 롬 컴 (2011년) - 에밀리 역
- 더 루드, 더 매드, 앤 더 퍼니 (2011년)
- 더 디스코 엑소시스트 (2010년)
- 27번의 결혼 리허설 (2008년)